# Bellefontaine (Manche)
Bellefontaine és un municipi francès situat al departament de la Manche i a la regió de Normandia. L'any 2007 tenia 149 habitants.

## Demografia

### Població
El 2007 la població de fet de Bellefontaine era de 149 persones. Hi havia 65 famílies de les quals 23 eren unipersonals (15 homes vivint sols i 8 dones vivint soles), 15 parelles sense fills, 23 parelles amb fills i 4 famílies monoparentals amb fills.
La població ha evolucionat segons el següent gràfic:
Habitants censats

### Habitatges
El 2007 hi havia 108 habitatges, 62 eren l'habitatge principal de la família, 27 eren segones residències i 19 estaven desocupats. Tots els 108 habitatges eren cases. Dels 62 habitatges principals, 44 estaven ocupats pels seus propietaris, 17 estaven llogats i ocupats pels llogaters i 1 estava cedit a títol gratuït; 1 tenia una cambra, 6 en tenien dues, 16 en tenien tres, 15 en tenien quatre i 24 en tenien cinc o més. 52 habitatges disposaven pel capbaix d'una plaça de pàrquing. A 27 habitatges hi havia un automòbil i a 28 n'hi havia dos o més.

### Piràmide de població
La piràmide de població per edats i sexe el 2009 era:
| Homes | Edats   | Dones |
| ----- | ------- | ----- |
| 0     | 95 o +  | 0     |
| 0     | 90 a 94 | 0     |
| 0     | 85 a 89 | 0     |
| 0     | 80 a 84 | 4     |
| 4     | 75 a 79 | 8     |
| 12    | 70 a 74 | 8     |
| 8     | 65 a 69 | 8     |
| 4     | 60 a 64 | 8     |
| 4     | 55 a 59 | 0     |
| 0     | 50 a 54 | 0     |
| 8     | 45 a 49 | 4     |
| 4     | 40 a 44 | 8     |
| 12    | 35 a 39 | 4     |
| 0     | 30 a 34 | 4     |
| 0     | 25 a 29 | 0     |
| 4     | 20 a 24 | 0     |
| 4     | 15 a 19 | 0     |
| 0     | 10 a 14 | 0     |
| 4     | 5 a 9   | 0     |
| 4     | 0 a 4   | 0     |

## Economia
El 2007 la població en edat de treballar era de 89 persones, 66 eren actives i 23 eren inactives. De les 66 persones actives 57 estaven ocupades (35 homes i 22 dones) i 9 estaven aturades (5 homes i 4 dones). De les 23 persones inactives 6 estaven jubilades, 11 estaven estudiant i 6 estaven classificades com a «altres inactius».

### Ingressos
El 2009 a Bellefontaine hi havia 64 unitats fiscals que integraven 149 persones, la mediana anual d'ingressos fiscals per persona era de 14.333 €.

### Activitats econòmiques
Dels 8 establiments que hi havia el 2007, 2 eren d'empreses de fabricació d'altres productes industrials, 2 d'empreses de construcció, 2 d'empreses d'hostatgeria i restauració, 1 d'una empresa immobiliària i 1 d'una empresa classificada com a «altres activitats de serveis».
Els 2 serveis als particulars que hi havia el 2009 eren electricistes.
L'any 2000 a Bellefontaine hi havia 33 explotacions agrícoles que ocupaven un total de 260 hectàrees.

## Poblacions més properes
El següent diagrama mostra les poblacions més properes.